# Pietisme
El pietisme fou un corrent religiós de caràcter reformista que sorgí durant el segle xviii en el si del luteranisme, i que va tenir importància en certs circuits culturals de l'Alemanya del moment i va influir en molts pensadors.
El pietisme defensava un retorn als orígens del protestantisme i buscava la defensa dels espais privats en la relació amb els rituals, la Bíblia, i Déu. Veia la necessitat de demostrar en qualsevol situació la fonamental pietat cristiana i la tolerància i respecte vers la pluralitat i diversitat en la lectura del missatge de Déu.

## Història

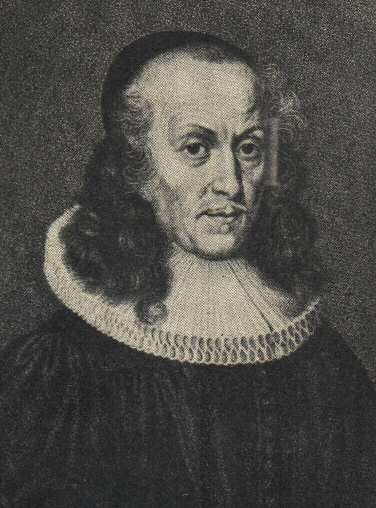
Jakob Spener fundador del pietisme

Els protestants dels segles xvi i xvii reconegueren que el seu sistema estava mancat de solidesa i d'autoritat dogmàtica. Les divisions que s'iniciaren en temps de Martí Luter i continuaren després d'ell. Juntament amb les controvèrsies teològiques sense fi suscitades en el mateix si del protestantisme, portaren diverses autoritats religioses i governatives a imposar certes fórmules amb el caràcter del més rigorós dogmatisme.
Més si en el dogma amb prou feines respectaren els protestants els primers principis de la fe, en la moral no saberen oposar un mur al torrent d'immoralitat; sinó que, més aviat, el feren créixer. S'aixecà una reacció a principis del segle xvii amb Arndt mort el 1621, i vers la meitat d'aquest segle, especialment en els discursos dels predicadors protestants a Rostock, Teofil, Grossgebauer i Müller, els quals, amb raó, són considerats com els precursors immediats del pietisme, partit protestant que va néixer com a fruit dels herzliches verlangen, de Spener.
Spencer va néixer a l'Alsàcia superior el 1635 i fou successivament predicador a Estrasburg, i Frankfurt del Main, on el 1666 era cap dels predicadors: a Dresden, cridat per l'elector de Saxònia, Joan Jordi III de Saxònia, en qualitat de primer pastor de palau, i morí, allunyat d'allí des del 1691, sent prebost de l'Església de Sant Nicolau de Berlín, l'any 1705. Començà la seva carrera de predicador celebrant reunions devotes, primer a casa seva (des de 1670) i després en una església (1682), a les quals anomenà collegia pietatis, i d'ací, sens dubte, aquest partit protestant prengué el nom de pietisme.
Des d'un principi es caracteritzà aquest sistema per donar major entrada al sentiment en la religió, en contraposició a la gelada fredor luterana, però aviat degenerà en un pseudomisticisme que vorejava amb el panteisme, que anteposava la vida interna a l'estudi dels llibres bíblics.
Per a divulgar les seves idees Spener publicà les seves Pia desideria (pietosos desitjos d'una seriosa esmena en l'Església evangèlica). En aquests escrits insistia en la restauració i el continu exercici del sacerdoci de tots els cristians, en la diligent investigació de la Bíblia i en la reforma dels estudis acadèmics per als qui aspiraven al càrrec de predicadors, i a poc a poc una guerra implacable a la reforma, combatent-la a la vegada en els seus dogmes, en la seva moral, en la seva disciplina i en les seves institucions.
Més no era l'esperit de la veritat que animava Spencer i donava forma al pietisme, sinó que es podia veure en el molt malaltís i estrambòtic. En les seves doctrines, junt amb un odi implacable als seus mestres, es distingien molts errors que, sens dubte, no aprengué en el si del cristianisme. Les criatures per a ell són emanacions de la substància de Déu, i l'estat de gràcia una participació real dels atributs divins; es pot tenir fe sense auxilis sobrenaturals; cap error perjudica l'ànima sempre que la voluntat vingui ordenadament, conforme a raó, i l'efecte dels sagraments depengui de la virtut del ministeri. A aquests errors s'afegia el fet de donar una importància extraordinària i una interpretació torçada a la contemplació i teologia mística.

## Comencen els problemes
No es pot negar que Spener demostra en els seus escrits ser home de talent i a voltes encertat en les seves invectives, però el cegà l'orgull i el fascinaren les seves visions. I cert que dels seus deixebles, no tots els que dirigien les hores de devoció, estaven posseïts de l'esperit de Spener, d'on vingué a resultar que diversos conventicles acabaren en desordres que donaren lloc a prohibicions governamentals.
Els spenerians de Frankfurt degeneraren en un orgull fariseu, que es tenien per molt sants i es desdenyaven de complir els seus deures religiosos en unió amb els altres luterans; de forma que els predicadors es lamentaren del perjudici que els comportava en el seu magisteri, de la seva extravagància i del menyspreu que feien del dogma.
A la Universitat de Leipzig sorgiren seriosos conflictes quan els deixebles de Spener, Frank i Breithaupt explicaven la Bíblia en el sentit que desitjava el seu mestre en el col·legi que havien fundat allí els pietistes amb el nom de Col·legi filobíblic l'any 1689. No li valgué a Spener i els seus partidaris que patrocinés el pietisme Cristiano Tomasio; ja que de la informació oberta contra ells, feta l'any següent, resultà que el Col·legi filobíblic de Leipzig fou tancat, prohibits tals conventualitats, i els seus caps desterrats de la ciutat.
No es desanimaren amb aquest cop els predicadors del pietisme, i amb l'ajut del jurista Tomasio fundaren la Universitat de Halle, essent d'ara endavant sinònimes les denominacions de hallencs i spenerians. Però això no fou aquest sinó el principi de la guerra implacable dels luterans contra els pietistes, als que anomenaven amb el nom despectiu de separatistes.
A la Universitat de Leipzig s'hi uní la de Wittemberg, la qual, el 1695, publicà un extens memorial en el qual acusava l'Spener ni més ni menys que de 264 greus errors, especialment del menyspreu de les ciències i de l'Església protestant. El 1690 Spener havia estat anomenat pastor de l'església de Sant Nicolau de Berlín, la qual, des de llavors, s'esdevingué el centre del pietisme; però també aquí s'aixecaren acusacions contra ell, pel que el sentien dir de la confessió, i per les modificacions que el seu amic el pastor Gaspar Schade introduí arbitràriament en el seu sistema. Spener volia forma en cada feligresia un tribunal de costums format per homes de totes les classes socials i renovar l'antiga disciplina penitenciaria, però no tardà a trobar forta oposició en aquests plans.

## Opinió i mort de Spener
El que diu Hergenröther sobre Spener
| « | Malgrat tot, la influència d'Spener, no cessà amb la seva mort, ans el contrari, es perpetuà, tant pel cèlebre Asil d'Orfes fundat a Halle pel seu deixeble Franke, com per les hores de devoció que en molts llocs se celebraven amb preferència, satisfent les aspiracions religioses de molts protestants, i també per les obres de diversos teòlegs addictes al seu sistema, com el dogmàtic Buddeus, que morí el 1729, i el filòleg i exegeta Bengel (mort el 1752), el qual fixà especial atenció en la segona vinguda de Crist, i fou el pare intel·lectual dels filòsofs especulatius Oettinger, Frícker, Mathías Hahn, i Michael Hahn, que, pel de més, s'adherien a Jakob Böhme. No és possible dubtar que el pietisme perjudicà en gran manera el protestantisme positiu amb el seu menyspreu dels escrits simbòlics i de totes formes precisa de religió, i que obrí de bat a bat les portes a l'altra extrem, el racionalisme, fomentant al mateix temps l'orgull espiritual i les tendències sectàries. El Govern de Dinamarca restringí les hores de devoció i el de Suècia les prohibí totalment. | » |

En la mort de Spener el pietisme s'estengué, però amb la seva difusió es dividí, doncs els seus seguidors adoptaren altres nous errors.
De la seva escola sortiren Zinzendorf, Friedrich Watteville i Spangenberg, els quals, a Herrnhut, poble de Silèsia, emprengueren la tasca d'unir en un mateix grup als germans moravians amb els luterans i els calvinistes. Aquests sectaris restaven separats entre si per profundes divergències dogmàtiques, però el pietisme vingué a ésser el llaç comú entre ells.
El camp d'acció del pietisme no restà restringit als segles xvii i XVIII; també en el segle xix assoliren força preponderància eclesiàstico-religiosa i encara política a Prússia, a Saxònia, a Württemberg i al país de Baden.(¹)